# МКГСС
МКГСС — (от метр, килограмм-сила, секунда) система единиц измерения, в которой основными единицами являются метр, килограмм-сила и секунда; её называют также технической системой единиц. Система МКГСС основана на системе физических величин LFT, в которой основными величинами являются длина, сила и время.
Определение килограмм-силы, данное в 1901 году на третьем созыве Генеральной конференцией по мерам и весам, было следующим: «килограмм-сила равен силе, которая сообщает покоящейся массе, равной массе международного прототипа килограмма, ускорение, равное нормальному ускорению свободного падения (9,80665 м/с²)».

## Единица массы
В системе МКГСС единица массы была производной единицей — она определялась как масса, которой сила в 1 кгс сообщает ускорение 1 м/с², и составляла 9,80665 кг. Соответственно, единица массы в МКГСС именовалась килограмм-сила-секунда в квадрате на метр (кгс·с²/м). Предлагалось называть эту единицу «инерта» (от лат. inertis — бездеятельный, неподвижный; русское обозначение: «и»; международное: «i») или «техническая единица массы» (русское обозначение: «т. е. м.»), но официально данные наименования приняты не были.
Такая единица была очень непривычной, поэтому везде, где можно, вместо массы писали вес (например, вместо плотности использовали удельный вес, измеряемый в кгс/м³).
Одним из результатов использования веса вместо массы стало то, что в ракетной технике удельный импульс традиционно измеряют в секундах, понимая его как импульс на единицу веса топлива. Если же под удельным импульсом понимать импульс на единицу массы, то он будет измеряться в метрах в секунду и будет равен скорости истечения газа из ракетных двигателей.

## История
МКГСС оформилась в середине XIX века; в настоящее время почти не используется. В СССР система МКГСС в разное время допускалась к использованию ОСТ ВКС 6052, ГОСТ 7664-55 и ГОСТ 7664-61.
Государственный стандарт «Единицы величин» (ГОСТ 8.417—2002) и «Положение о единицах величин, допускаемых к применению в Российской Федерации», утверждённое Постановлением Правительства РФ от 31 октября 2009 г. № 879, применение системы МКГСС не предусматривают. В то же время единицы килограмм-сила и грамм-сила допущены к использованию в качестве внесистемных единиц без ограничения срока действия с областью применения «все области».
В настоящее время в России использование системы МКГСС на практике обусловлено наличием большого количества средств измерений, имеющих шкалу в единицах МКГСС, в основном на промышленных предприятиях.